# ŠK Budućnost Podgorica
ŠK Budućnost Podgorica – czarnogórski klub szachowy z siedzibą w Podgoricy, mistrz Jugosławii z 1998 roku, jedenastokrotny mistrz Czarnogóry.

## Historia
Klub został założony w 1949 roku. Początkowo występował jako ŠK Titograd. W sezonie 1959/1960 zadebiutował w Prvej lidze Jugoslavije, odpadając w ćwierćfinale z ŠK Sarajevo. W dwóch kolejnych sezonach Titograd nie wyszedł z grupy, a po przywróceniu w 1963 roku formatu ligowego klub zajął dziewiąte miejsce i nie uczestniczył w najwyższej lidze jugosłowiańskiej do 1987 roku. Wówczas to klub występował w lidze przez jeden sezon, ponieważ po zajęciu dziesiątego miejsca nastąpił spadek. W 1990 roku zespół powrócił na najwyższy poziom rozgrywek. W 1995 roku uzyskano wicemistrzostwo FR Jugosławii. W sezonie 1998, pod nazwą Montenegrobanka Podgorica, zespół zdobył mistrzostwo kraju. W kadrze klubu znajdowali się wówczas m.in. Suat Atalık, Božidar Ivanović, Stefan Đurić i Dragan Kosić. W latach 1999 i 2002 roku klub zajął czwarte miejsce. W 2005 roku zespół zadebiutował w Pucharze Europy, zajmując 22. miejsce.
W 2006 roku klub uczestniczył w inauguracyjnym sezonie Premijer ligi Crne Gore, zdobywając wówczas tytuł. Szachiści Budućnosti jedenastokrotnie – w latach 2006–2008, 2011, 2013–2018 i 2020 – zdobyli mistrzostwo Czarnogóry.

## Arcymistrzowie w historii klubu
- Suat Atalık[11]
- Dragiša Blagojević[12]
- Slavko Cicak[13]
- Milan Draško[14]
- Nikola Đukić[12]
- Stefan Đurić[11]
- Kirił Georgiew[14]
- Svetozar Gligorić[11]
- József Horváth[11]
- Zbyněk Hráček[11]
- Ivan Ivanišević[15]
- Božidar Ivanović[12]
- Dragan Kosić[11]
- Marat Makarow[11]
- Robert Markuš[16]
- Saša Martinović[17]
- Igor Miladinović[11]
- Miloš Pavlović[11]
- Vladimir Raičević[11]
- Aleksa Striković[11]
- Dragoljub Velimirović[11]